# Anomala scheepmakeri
Anomala scheepmakeri är en skalbaggsart som beskrevs av Lansberge 1879. Anomala scheepmakeri ingår i släktet Anomala och familjen Rutelidae. Inga underarter finns listade i Catalogue of Life.